# NGC 1012
NGC 1012 (другие обозначения — UGC 2141, MCG 5-7-27, ZWG 505.30, KUG 0236+299, IRAS02362+2956, PGC 10051) — галактика в созвездии Овен.
Этот объект входит в число перечисленных в оригинальной редакции «Нового общего каталога».
Является частью группы из 7 спиральных и иррегулярных галактик, называемую группой NGC 972.
NGC 1012 имеет галактику-спутника, который находится на проецируемомом расстоянии 55 килопарсек от неё. Галактики взаимодействуют друг с другом, о чём говорят искажённые водородные оболочки в обоих объектах. Видимые свойства и свойства нейтрального водорода в NGC 1012 не являются обычными для линзовидной или спиральной галактики типа Sa.
Галактика NGC 1012 входит в состав группы галактик NGC 1012. Помимо NGC 1012 в группу также входят UGC 2017 и UGC 2053.